# Евладов, Венедикт Викторович

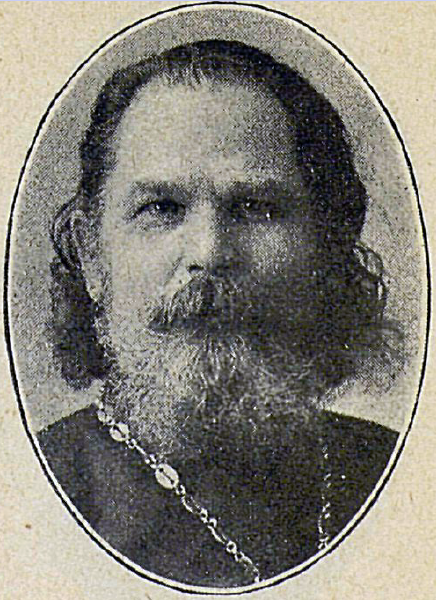
Венедикт Евладов в 1913 году

Отец Венедикт Викторович Евладов (8 [20] марта 1861, Кизганбашево, Оренбургская губерния — 24 мая [6 июня] 1914, Санкт-Петербург) — священник, законоучитель и просветитель, «правый» депутат IV Государственной думы от Оренбургской губернии (1912—1914), успевший проработать в российском парламенте всего две сессии.

## Биография
Венедикт Евладов родился 8 (20) марта 1861 года в семье священника, (или диакона) Уфимской епархии Виктора Евладова. Возможно, как и брат Николай, родился в селе Покровка (Нижний Русский Кизганбаш) Кизганбашевской волости Бирского уезда Оренбургской губернии, ныне деревня Кизганбашево входит в Нижнекарышевский сельсовет Балтачевского района Республики Башкортостан.
23 апреля (5 мая)  1879 года утверждён в должности псаломщика Христорождественской церкви села Подлубово Уфимского уезда Уфимской губернии. 4 (16) сентября 1879 года по прошению уволен от должности.
Около 1885 года окончил Троицкую классическую гимназию, после чего пробыл один год (1885—1886) псаломщиком в Челябинском уезде.
В 1886 году Евладов был рукоположен в сан иерея — стал священником в селе Кананикольское Орского уезда и уже через год, в 1887, стал настоятелем Спасской церкви в слободе Чумлякской Челябинского уезда. Он также состоял законоучителем местного двухклассного училища Министерства народного просвещения и, одновременно, преподавал в сельских школах Чумлякского прихода.
Кроме этого, В. В. Евладов занимался и просветительской деятельностью на вверенной ему территории. Он отзывчиво относился к народным нуждам: оказывал помощь пострадавшим от голода 1891 и 1911 годов. Евладов состоял в комиссии по постройке лечебницы в селе Чумлякское. На 1912 год, из недвижимого имущества, он имел во владении 198 десятин церковной земли.
25 октября (7 ноября)  1912 года Венедикт Евладов, охарактеризованный в официальных документах как беспартийный «правый», был избран в Четвёртую Государственную думу Российской империи от общего состава выборщиков Оренбургского губернского избирательного собрания.
В IV Думе Венедикт Викторович примкнул к фракции прогрессистов (по другим данным — был близок по политическим воззрениям к трудовикам). Он стал членом двух думских комиссий: по делам православной церкви и о народном здравии. Евладов не принимал активного участия в законотворческой деятельности: за неполные два года исполнения депутатских полномочий он ни разу не выступил с парламентской трибуны. Был вынужден часто брать отпуска в связи с «хронической болезнью сердца». Успел проработать в Думе только в течение неполных первых двух сессий, закончившихся 31 мая (13 июня)  1914 года.
24 мая (6 июня) 1914 года Венедикт Викторович Евладов скоропостижно скончался от порока сердца в Мариинской больнице для бедных города Санкт-Петербурга, где проходил лечение «в отделении для платящих». После смерти тело священника было отправлено в село Чумляк Чумлякской волости Челябинского уезда Оренбургской губернии, где было предано земле на церковно-приходском кладбище при Спасской церкви, ныне село — административный центр Чумлякского сельсовета Щучанского района Курганской области.

## Награды
- Архипастырское благословение за «труды по народному образованию», 1889 год[12]

## Семья
- Брат Николай (25 июля (6 августа)  1853 года — после 1920) — священнослужитель в станице Усть-Уйской, один из первых организаторов и законоучителей церковно-приходских школ Челябинского уезда[1][13]. Его дочь Александра была замужем за врачом Николаем Ивановичем Агаповым.
- Сестра Александра (1870 или 1871 после 1920) — не замужем, в 1920 году как сирота и болезненного состояния находилась на содержании брата Николая.

По состоянию на 1912 год отец Венедикт Евладов состоял в браке и имел шестерых детей.